# Quận Dickenson, Virginia
Quận Dickenson là một quận thuộc tiểu bang Virginia, Hoa Kỳ.
Quận này được đặt tên theo. Theo điều tra dân số của Cục điều tra dân số Hoa Kỳ năm 2000, quận có dân số 16.395 người. Quận lỵ đóng ở Clintwood6.

## Địa lý
Theo Cục điều tra dân số Hoa Kỳ, quận có diện tích 334 dặm vuông Anh (865,1 km2), trong đó có 2 dặm vuông Anh (5,2 km2) là diện tích mặt nước.